# Жизнено пространство
Жизнено пространство (на немски: Lebensraum) е империалистическа концепция в Германия от първата половина на XX век за завземане и колонизация на съседни територии в Европа, която се превръща в официална доктрина на страната по време на двете световни войни.
Първоначално популяризирана към 1901 година от Фридрих Рацел, тя се превръща в основен елемент на Септемврийската програма от 1914 година, очертаваща целите на Германия в Първата световна война. В най-крайната си форма концепцията е развита от националсоциалистите, които я съчетават с идеята за германското расово превъзходство и се опитват да я реализират във Втората световна война.
Понятието „жизнено пространство“ се използва и от фашисткия режим в Италия за изгражданата от него колониална империя в Средиземноморието и Източна Африка.